# Muron
Muron est une commune du Sud-Ouest de la France située dans le département de la Charente-Maritime (région Nouvelle-Aquitaine).
Ses habitants sont appelés les Muronnais et les Muronnaises.

## Géographie
La commune qui est située à une dizaine de kilomètres au sud de Surgères - mais qui se trouve dans le canton de Tonnay-Charente - appartient dans sa totalité au marais de Rochefort dont une grande partie relève du marais de la Petite Flandre. Ce dernier a été asséché dans la partie orientale de la commune dès le début du XVIIe siècle.
D'importants canaux structurent le territoire communal de Muron dont, à l'ouest, le canal de Charras qui sert davantage de drain que de canal de navigation. Il en est cependant le troisième canal de la Charente-Maritime par sa longueur.

### Communes limitrophes
| Ardillières      | Landrais        | Saint-Germain-de-Marencennes |
| Ciré-d'Aunis     | Muron           | Genouillé                    |
| Loire-les-Marais | Tonnay-Charente |                              |

## Urbanisme

### Typologie
Au 1er janvier 2024, Muron est catégorisée commune rurale à habitat dispersé, selon la nouvelle grille communale de densité à 7 niveaux définie par l'Insee en 2022.
Elle est située hors unité urbaine. Par ailleurs la commune fait partie de l'aire d'attraction de Rochefort, dont elle est une commune de la couronne,. Cette aire, qui regroupe 33 communes, est catégorisée dans les aires de 50 000 à moins de 200 000 habitants,.

### Occupation des sols
L'occupation des sols de la commune, telle qu'elle ressort de la base de données européenne d’occupation biophysique des sols Corine Land Cover (CLC), est marquée par l'importance des territoires agricoles (97,2 % en 2018), une proportion sensiblement équivalente à celle de 1990 (97,8 %). La répartition détaillée en 2018 est la suivante : 
terres arables (54,5 %), prairies (35,8 %), zones agricoles hétérogènes (6,9 %), zones urbanisées (2,1 %), forêts (0,6 %). L'évolution de l’occupation des sols de la commune et de ses infrastructures peut être observée sur les différentes représentations cartographiques du territoire : la carte de Cassini (XVIIIe siècle), la carte d'état-major (1820-1866) et les cartes ou photos aériennes de l'IGN pour la période actuelle (1950 à aujourd'hui).

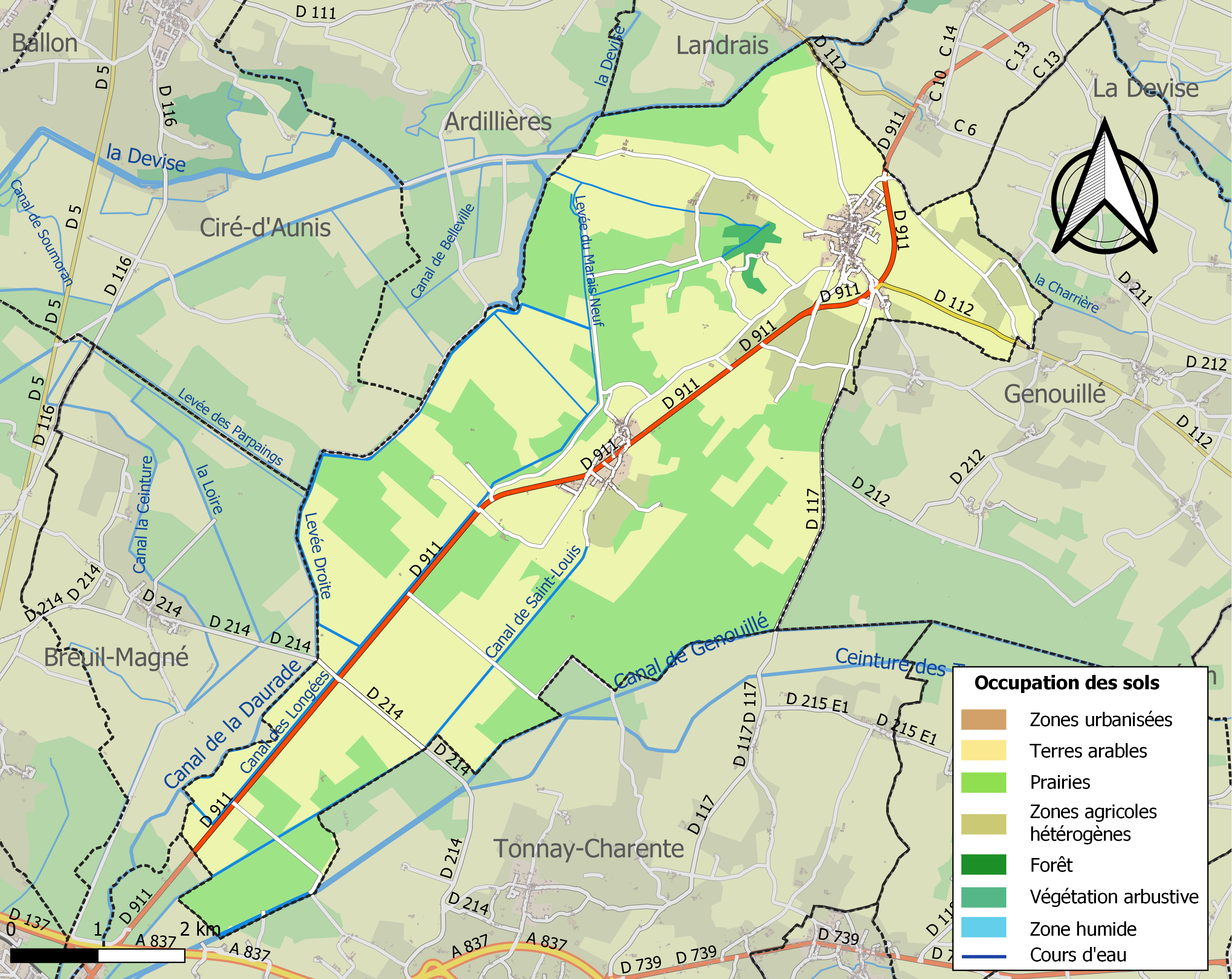
Carte des infrastructures et de l'occupation des sols de la commune en 2018 (CLC).

### Risques majeurs
Le territoire de la commune de Muron est vulnérable à différents aléas naturels : météorologiques (tempête, orage, neige, grand froid, canicule ou sécheresse), inondations, mouvements de terrains et séisme (sismicité modérée). Il est également exposé à un risque technologique,  le transport de matières dangereuses. Un site publié par le BRGM permet d'évaluer simplement et rapidement les risques d'un bien localisé soit par son adresse soit par le numéro de sa parcelle.

#### Risques naturels
Certaines parties du territoire communal sont susceptibles d’être affectées par le risque d’inondation par débordement de cours d'eau. La commune a été reconnue en état de catastrophe naturelle au titre des dommages causés par les inondations et coulées de boue survenues en 1982, 1993, 1999, 2010 et 2013,.

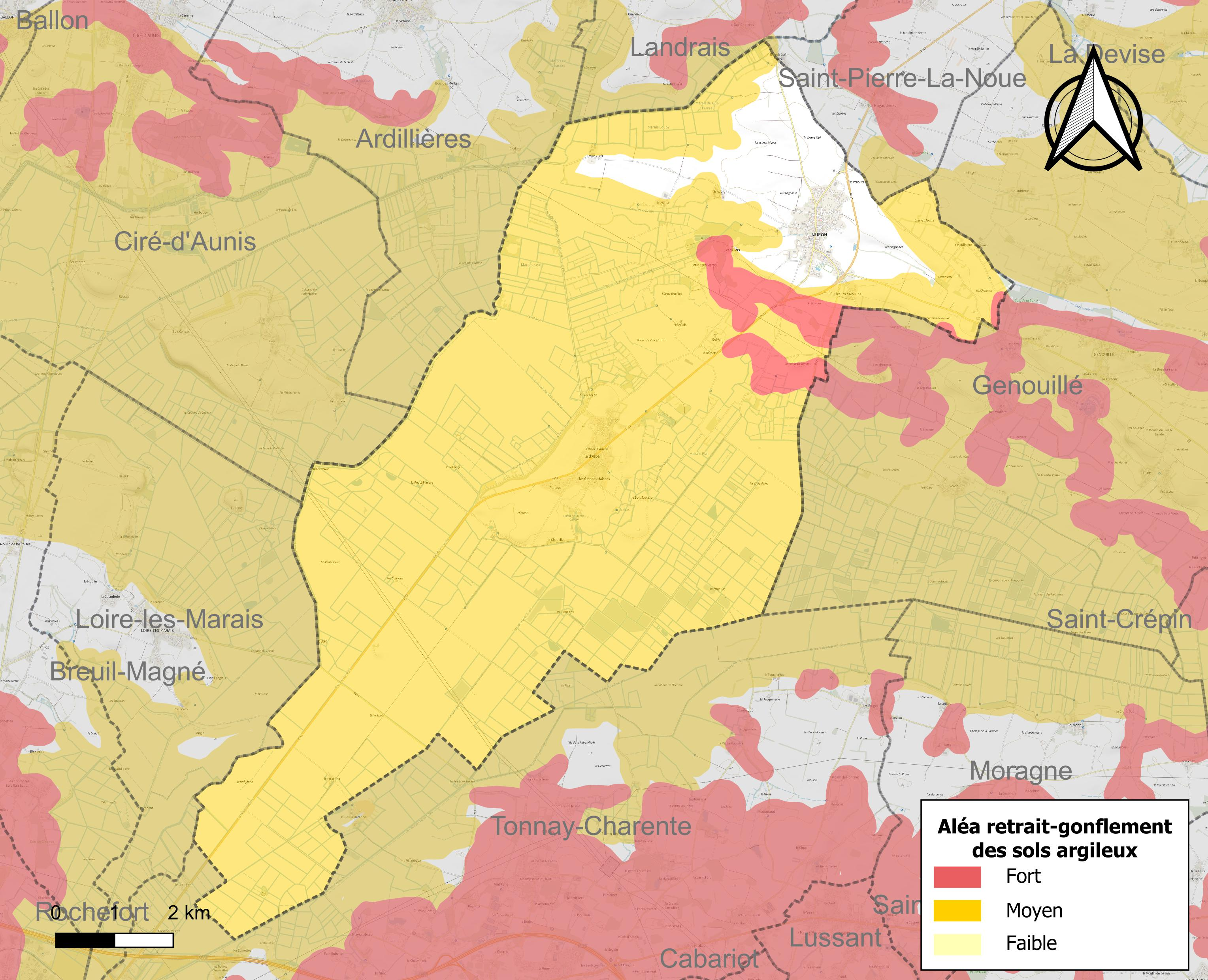
Carte des zones d'aléa retrait-gonflement des sols argileux de Muron.

Les mouvements de terrains susceptibles de se produire sur la commune sont des tassements différentiels.
Le retrait-gonflement des sols argileux est susceptible d'engendrer des dommages importants aux bâtiments en cas d’alternance de périodes de sécheresse et de pluie. 90,2 % de la superficie communale est en aléa moyen ou fort (54,2 % au niveau départemental et 48,5 % au niveau national). Sur les 570 bâtiments dénombrés sur la commune en 2019,  214 sont en aléa moyen ou fort, soit 38 %, à comparer aux 57 % au niveau départemental et 54 % au niveau national. Une cartographie de l'exposition du territoire national au retrait gonflement des sols argileux est disponible sur le site du BRGM,.
Par ailleurs, afin de mieux appréhender le risque d’affaissement de terrain, l'inventaire national des cavités souterraines permet de localiser celles situées sur la commune.
Concernant les mouvements de terrains, la commune a été reconnue en état de catastrophe naturelle au titre des dommages causés par la sécheresse en 2003 et 2018 et par des mouvements de terrain en 1999 et 2010.

#### Risques technologiques
Le risque de transport de matières dangereuses sur la commune est lié à sa traversée par une ou des infrastructures routières ou ferroviaires importantes ou la présence d'une canalisation de transport d'hydrocarbures. Un accident se produisant sur de telles infrastructures est susceptible d’avoir des effets graves sur les biens, les personnes ou l'environnement, selon la nature du matériau transporté. Des dispositions d’urbanisme peuvent être préconisées en conséquence.

## Toponymie
« Petit mur », probablement au sens ; de « petit mur d'enceinte », « Le petit rempart » ou « la petite place-forte ».

## Histoire
L'ancienne paroisse de Saint-Louis-de-la-Petite-Flandre fut créée en 1627 par ordonnance royale pendant le règne de Louis XIII pour l'installation d'une vingtaine de familles flamandes afin d'effectuer l'aménagement du marais de la Petite Flandre. Cette ancienne paroisse qui fut prise sur les anciennes terres de Tonnay-Charente fut finalement annexée à la commune de Muron le 7 mars 1827 par une ordonnance royale sous Louis XVIII pendant la période de la Restauration. Aujourd'hui, cette paroisse a complètement disparu.

## Administration

### Liste des maires
| Période                                  | Période  | Identité                          | Étiquette | Qualité |
| ---------------------------------------- | -------- | --------------------------------- | --------- | ------- |
| 2020                                     | En cours | LEROUGE Angélique                 |           |         |
| 2001                                     | 2020     | De CHANGY Hervé                   |           |         |
| 1982                                     | 2001     | FOUCRY Micheline                  |           |         |
| 1977                                     | 1982     | CIMETIERE Marc                    |           |         |
| 1967                                     | 1977     | FORT René                         |           |         |
| 1953                                     | 1967     | BOUILLARD Jean                    |           |         |
| 1945                                     | 1953     | BONNEAU André                     |           |         |
| 1934                                     | 1945     | BERTRAND René                     |           |         |
| 1933                                     | 1934     | LUNEAU Léopold                    |           |         |
| 1925                                     | 1933     | GADREAU Ernest                    |           |         |
| 1912                                     | 1925     | ARSANDEAU Albert                  |           |         |
| 1904                                     | 1912     | FOUCHE Paul                       |           |         |
| 1887                                     | 1904     | BERTHUS de LANGLADE Eugène (Fils) |           |         |
| 1849                                     | 1887     | BERTHUS de LANGLADE Eugène (Père) |           |         |
| 1844                                     | 1849     | GOUIN Alexandre                   |           |         |
| 1843                                     | 1844     | GUIMARD Jean                      |           |         |
| 1839                                     | 1843     | BONNET Jacques                    |           |         |
| 1830                                     | 1839     | PASQUIER Jean Philippe            |           |         |
| 1810                                     | 1830     | KROHM Joseph Antoine Stanislas    |           |         |
| 1800                                     | 1810     | ROUHIER Charles François          |           |         |
| Les données manquantes sont à compléter. |          |                                   |           |         |

## Population et société

### Démographie

#### Évolution démographique
L'évolution du nombre d'habitants est connue à travers les recensements de la population effectués dans la commune depuis 1793. Pour les communes de moins de 10 000 habitants, une enquête de recensement portant sur toute la population est réalisée tous les cinq ans, les populations de référence des années intermédiaires étant quant à elles estimées par interpolation ou extrapolation. Pour la commune, le premier recensement exhaustif entrant dans le cadre du nouveau dispositif a été réalisé en 2005.

En 2022, la commune comptait 1 357 habitants, en évolution de +1,88 % par rapport à 2016 (Charente-Maritime : +4,04 %, France hors Mayotte : +2,11 %).
| 1793 | 1800 | 1806 | 1821 | 1831  | 1836  | 1841  | 1846  | 1851  |
| ---- | ---- | ---- | ---- | ----- | ----- | ----- | ----- | ----- |
| 784  | 799  | 809  | 776  | 1 094 | 1 252 | 1 232 | 1 270 | 1 186 |

| 1856  | 1861  | 1866  | 1872  | 1876  | 1881  | 1886  | 1891 | 1896 |
| ----- | ----- | ----- | ----- | ----- | ----- | ----- | ---- | ---- |
| 1 222 | 1 197 | 1 224 | 1 108 | 1 138 | 1 118 | 1 034 | 978  | 933  |

| 1901 | 1906 | 1911 | 1921 | 1926 | 1931 | 1936 | 1946 | 1954 |
| ---- | ---- | ---- | ---- | ---- | ---- | ---- | ---- | ---- |
| 919  | 933  | 910  | 801  | 787  | 718  | 781  | 758  | 750  |

| 1962 | 1968 | 1975 | 1982 | 1990  | 1999 | 2005  | 2006  | 2010  |
| ---- | ---- | ---- | ---- | ----- | ---- | ----- | ----- | ----- |
| 775  | 719  | 754  | 947  | 1 017 | 996  | 1 129 | 1 166 | 1 235 |

| 2015  | 2020  | 2022  | - | - | - | - | - | - |
| ----- | ----- | ----- | - | - | - | - | - | - |
| 1 325 | 1 351 | 1 357 | - | - | - | - | - | - |

## Culture locale et patrimoine

### Lieux et monuments
- L'église Saint-Sixte. Cette église paroissiale de style roman a été fondée lors de la création des vigueries en Aunis, à fa fin du VIIIe siècle ou au début du IXe siècle. La façade, éclairée par une fenêtre circulaire, est ornée de deux piliers en arc-boutant, surmontés chacun d'une levrette. Comme la plupart des églises de la région, elle a été détruite en grande partie pendant les guerres de religion. On a remplacé les voûtes de l’intérieur par un plafond. Le portail et la nef ont été reconstruits sur les anciennes fondations plus larges, que l'on peut découvrir au niveau du sol. Le clocher, de forme carrée, date de 1827. Depuis 1888, l’intérieur a été progressivement remis à neuf. La réfection et l'agrandissement du chœur datent de 1896. La cloche a été fondue en 1620, elle est ornée de fleurs de lys.

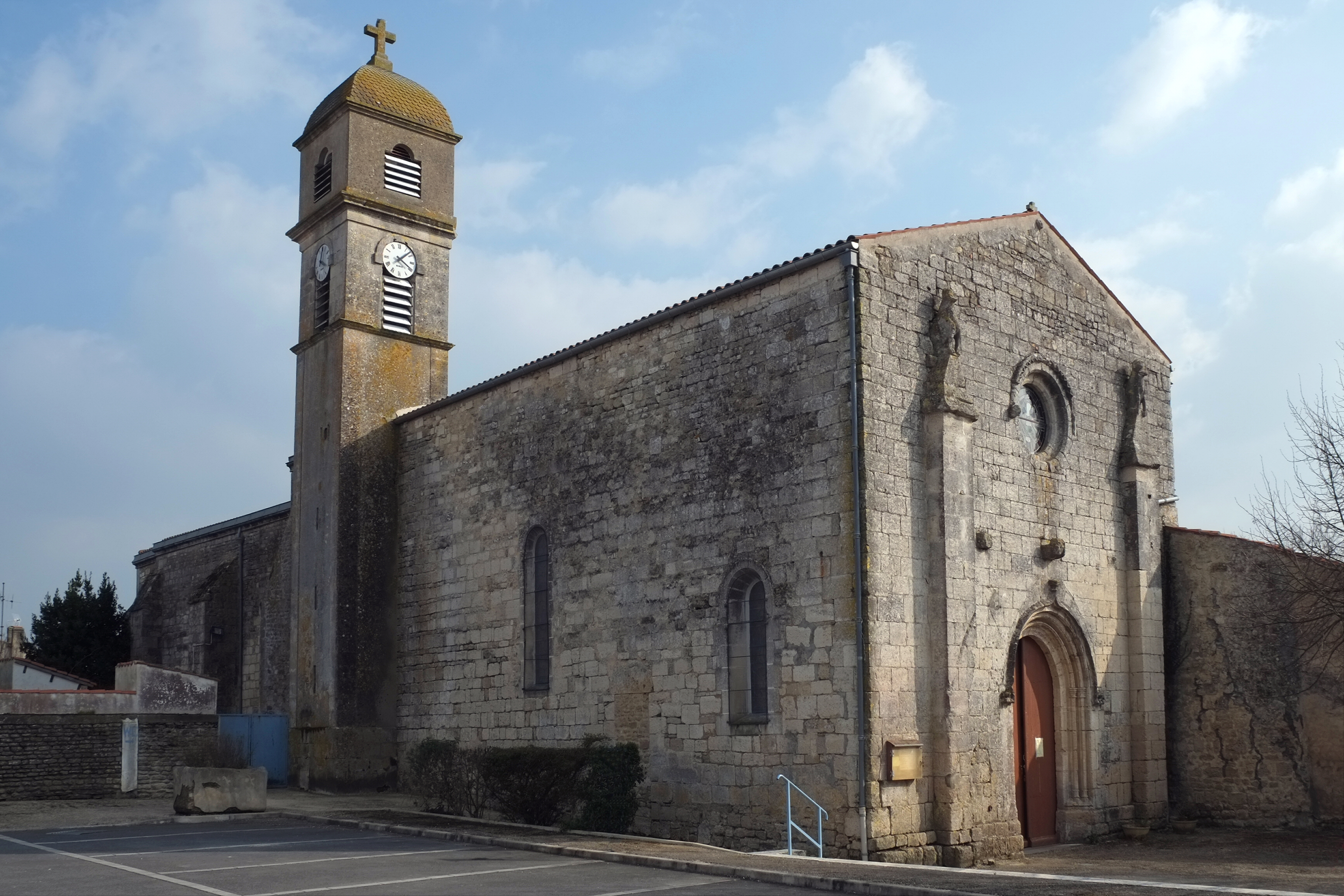
L'église Saint-Sixte.
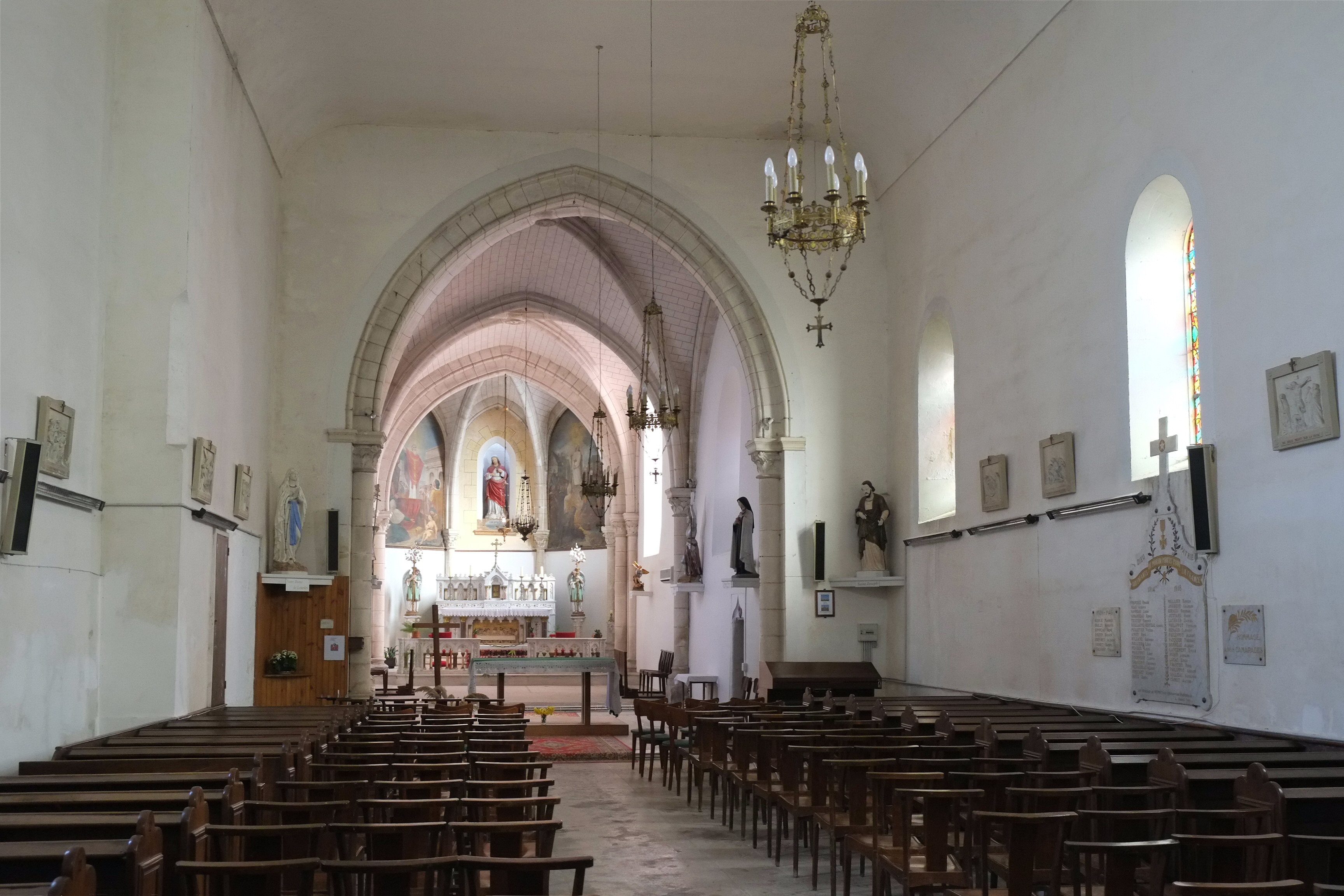
La nef de l'église Saint-Sixte.

### Héraldique
| Blason | Blasonnement : De sable au mur crénelé d'or, maçonné et ouvert du champ, à l'arcature et à la herse sarrasine d'argent, posée sur une mer du même, le tout posé en barre haussée à dextre et abaissée à senestre, au poisson d'or en pointe et à la perdrix couronnée d'argent et contournée au premier canton du chef, à l'inscription « MURON » en lettres d'argent, posée en arc de cercle en chef senestre. |